# Doxepin

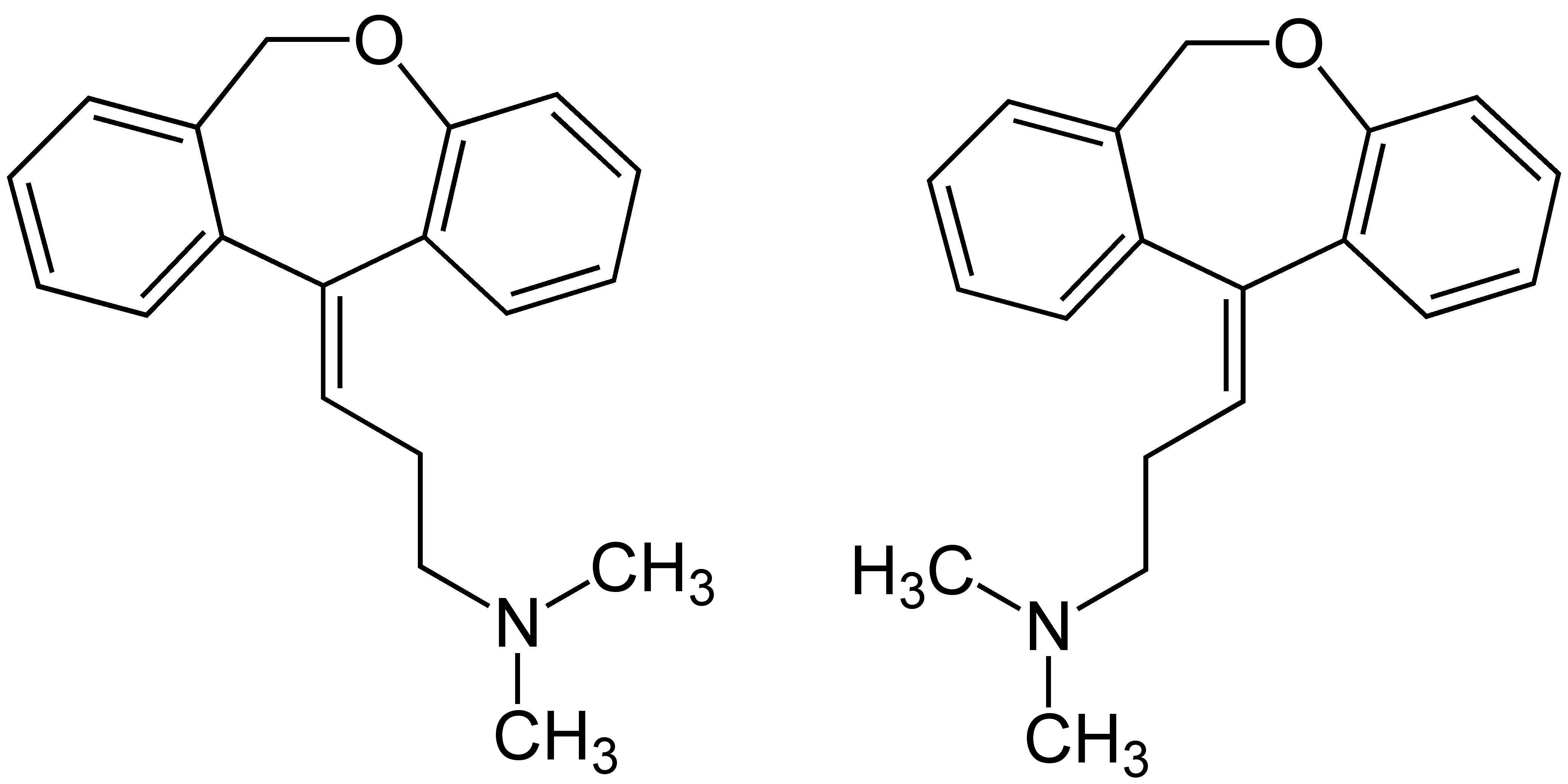
strukturformel

Doxepin är ett tricykliskt antidepressivt preparat (TCA) nära besläktat med amitriptylin. Det hämmar återuppsuget av både serotonin och noradrenalin. Doxepin har dock aldrig varit registrerat i Sverige.
I en något modifierad form av doxepin, doxepinhydroklorid (doxepinoxalatsalt) används preparatet under namnet Zonalon utvärtes som läkemedel mot klåda.
Doxepin framställdes ursprungligen av Pfizer och marknadsförs i USA och Kanada under namnet Sinequan.